# 1D busz (Tatabánya)
A tatabányai 1D jelzésű autóbusz az Autóbusz-állomás és a Szent István úti forduló között közlekedik. A vonalat a T-Busz Tatabányai Közlekedési Kft. üzemelteti.

## Története
A buszvonalat 2018. január 2-án indította el Tatabánya új közlekedési társasága, a T-Busz Kft a korábbi 1F busz helyett.

## Útvonala
| Szent István úti forduló felé |
| --- |
| Autóbusz-állomás – Jedlik Ányos utca – Mozdony utca – Győri út – Dózsa György út – Erdész utca – Réti utca – Dózsa György út – Bajcsy-Zsilinszky utca – Kossuth Lajos utca – Árpád utca – Károlyi Mihály utca – Összekötő út – Omega Park – Összekötő út – Szent Borbála út – Semmelweis utca – dr. Mohi Rezső út – Baross Gábor út – Szent István utca – Szent István úti forduló |

## Megállóhelyei
| 0  | Autóbusz-állomás végállomás         | |
| 2  | Dózsakert utca                      | 2, 9D, 11, 26, 26R, 59I |
| 3  | Erdész utca                         | 2, 9D, 11, 26, 26R, 59I |
| 5  | Millennium lakópark                 | 2, 8, 8L, 8S, 9D, 18, 26, 26R, 51B, 52, 52I, 59, 59B, 59I                                                                        |
| 6  | Bánki Donát Iskola                  | 2, 8, 8L, 8S, 9D, 18, 26, 26R, 51B, 52, 52I, 59, 59B, 59I                                                                        |
| 7  | Madách Imre utca                    | 1, 1G, 2, 6, 9, 9D, 11, 16, 26, 26R, 50, 51B, 52, 52I, 57, 59I 8443                                                              |
| 8  | Bajcsy-Zsilinszky utca              | 1, 1G, 6, 11, 16, 26, 26R, 51B, 52, 52I                                                                                          |
| 10 | Kossuth Lajos utca                  | 1, 1G, 4, 4E, 4F, 6, 11, 16, 26, 26R, 51, 51B, 52, 52I                                                                           |
| 11 | Árpád köz                           | 1, 1G, 4, 4E, 4F, 6, 11, 16, 26, 26R, 51, 51B, 52, 52I                                                                           |
| 12 | Vágóhíd utca                        | 1, 1G, 4, 4E, 4F, 6, 11, 16, 26, 26R, 51, 51B, 52, 52I                                                                           |
| 13 | Eötvös utca                         | 1, 1G, 4, 4E, 4F, 6, 11, 16, 26, 26R, 51, 51B, 52, 52I                                                                           |
| 15 | Omega Park                          | 1, 1G, 2, 4, 4E, 4F, 5, 5P, 6, 10, 11, 15, 16, 52, 52I, 55 8410, 8442                                                            |
| ∫  | Kormányhivatal                      | 1, 1G, 4, 4E, 4F, 5, 5P, 6, 10, 11 8406, 8410, 8419, 8421, 8422, 8423, 8432, 8435, 8436, 8437, 8442, 8443, 8471                  |
| 17 | Szent Borbála út                    | 1, 1G, 4, 4E, 4F, 5, 5P, 6, 10, 11, 16, 51, 51B, 59B 8406, 8410, 8421, 8422, 8423, 8432, 8435, 8436, 8437, 8443, 8460            |
| 19 | Sportpálya                          | 1, 1G, 4, 4E, 4F, 5, 5P, 6, 10, 11, 16, 51, 51B, 59B 8406, 8410, 8419, 8421, 8422, 8423, 8432, 8435, 8436, 8437, 8443, 8460 1851 |
| 20 | Gőzfürdő                            | 1, 1G, 3, 3A, 3G, 4, 4E, 4F, 6, 8, 8L, 8S, 11, 16, 18, 51, 51B 8435, 8436                                                        |
| 22 | Újtemető                            | 1, 1G, 3, 3A, 3G, 4, 4E, 4F, 6, 8, 8L, 8S, 11, 16, 18, 51, 51B                                                                   |
| 23 | Bányász körtér                      | 1, 3, 3A, 3G, 4, 4E, 4F, 6, 8, 8L, 8S, 11, 16, 18, 36, 51, 51B 8432, 8435, 8436, 8443                                            |
| 25 | Baross Gábor utca                   | 1, 1G, 51, 51B |
| 26 | Csarnok utca                        | 1, 1G, 51, 51B |
| 28 | Baross köz                          | 1, 1G, 5, 5P, 51, 51B 8432, 8435, 8436, 8437, 8443                                                                               |
| 29 | Szabadság tér                       | 1, 1G, 5, 5P, 51, 51B |
| 31 | Szolgáltató ház                     | 1, 1G, 5, 5P, 9, 9D, 51, 51B 8432, 8435, 8436, 8437                                                                              |
| 32 | Templom utca                        | 1, 1G, 5, 5P, 9, 9D, 51, 51B |
| 33 | Szikla utca                         | 1, 1G, 5, 5P, 9, 9D, 51, 51B 8432, 8435, 8436, 8437                                                                              |
| 34 | Szent István úti forduló végállomás | 1, 1G, 5, 5P, 9, 9D, 51, 51B |